# Каштанник перуанський
Кашта́нник перуанський (Cinnycerthia peruana) — вид горобцеподібних птахів родини воловоочкових (Troglodytidae). Ендемік Перу.

## Опис
Довжина птаха становить 15,5-16 см, вага 19,6 г. Верхня частина тіла яскраво-каштанова, тім'я і надхвістя більш руді. Обличчя білувате, хвіст каштановий, поцяткований чорними смужками. Підборіддя і горло рудувато-коричневі. груди, живіт і боки більш темні. Очі карі, дзьоб темно-коричневий, лапи чорні. У молодих птахів білувата пляма на обличчі відсутня.

## Поширення і екологія
Перуанські каштанники мешкають на східних схилах Перуанських Анд, від Амазонаса до Аякучо. Вони живуть у вологих гірських тропічних лісах, на узліссях і галявинах. Зустрічаються зграйками, на висоті від 1500 до 3300 м над рівнем моря. Живляться комахами та іншими дрібними безхребетними, яких шукають в підліску. Гніздо мішечкоподібне з трубкоподібним бічним входом, направленим донизу.